# HH 49/50

Herbig-Haro 49/50 zaobserwowany przez Kosmiczny Teleskop Jamesa Webba.

HH 49/50 – para obiektów Herbiga-Haro znajdujących się w gwiazdozbiorze Kameleona w odległości około 450 lat świetlnych od Ziemi. Dżet rozprzestrzenia się z prędkością 100 km/s. Para ta powstała w obłoku molekularnym Kameleon I.
Na zdjęciu wykonanym teleskopem Spitzera widoczny jest tylko obiekt HH 49 rozciągający się na przestrzeni kilku lat świetlnych od protogwiazdy, znajdującej się powyżej górnej krawędzi zdjęcia. Widoczny na końcu (na dole zdjęcia) obiekt znalazł się tylko przypadkowo w jednej linii z końcówką dżeta. Różne kolory dżeta od barw czerwonych do niebieskich na końcu dżeta wskazują na systematyczny wzrost emisji na krótszych długościach fal wraz ze wzrostem odległości od protogwiazdy.

## Kosmiczny Teleskop Jamesa Webba
Nowe obserwacje HH 49/50 wykonane przez Webba za pomocą instrumentów NIRCam i MIRI pokazały, że niebieski obiekt znajdujący się „na końcu” dżeta jest tak naprawdę galaktyką spiralną, znajdującą się daleko za dżetem i przypadkowo układającą się w tej samej linii. W ciągu kolejnych tysięcy lat krawędź HH 49/50 będzie stopniowo przesuwać się w taki sposób, że ostatecznie zasłoni galaktykę znajdującą się w tle.